# Портрет мужчины в голубом шапероне
«Портрет мужчины в голубом шапероне» — картина нидерландского художника эпохи Северного Возрождения Яна ван Эйка, написанная в 1430-х годах. Является одним из наиболее популярных произведений Яна Ван Эйка и представляет собой важное культурное наследие.

## История
Картина была заказана богатым торговцем из Брюгге в качестве портрета его сына, который был известен своим холодным и загадочным характером. Художник Ян Ван Эйк славился своим мастерством в создании реалистичных и выразительных портретов, поэтому он был выбран для выполнения этого задания.
На картине изображен мужчина в старомодном голубом шапероне. Его глаза исполнены тайны и устремлены в будущее, а губы приоткрыты, словно он готов высказать какие-то важные слова. 
После завершения портрета он был выставлен на публику и вызвал огромный интерес среди знати и аристократии. Оценки картины были высокими, и она стала одной из самых известных работ Яна Ван Эйка.
На протяжении веков картина неоднократно реставрировалась, чтобы сохранить её первозданный вид и красоту.
В настоящее время картина находится в собрании Национального музея Брукенталя и доступна для осмотра.